# تراث شعبي إندونيسي
التراث الشعبي الإندونيسي (بالإنجليزية: Folklore of Indonesia)‏، يُسمى في إندونيسيا «دُونِنغ» بمعنى (حكاية)، وأيضًا «تشريتا راكيات» بمعنى (قصَّةُ الناس)، و«فوْكْلُوْر»، يشمل جميع التراث الشعبي على أرض إندونيسيا. من المحتمل أن تكون أصوله ترجع إلى تراث شفهي، مع مجموعة من قصص الأبطال المرتبطين بالوايانغ وأشكال أخرى من المسرح، تُتداول خارج الثقافة المكتوبة. ويرتبط الفلكلور في إندونيسيا ارتباطًا وثيقًا بالأساطير.

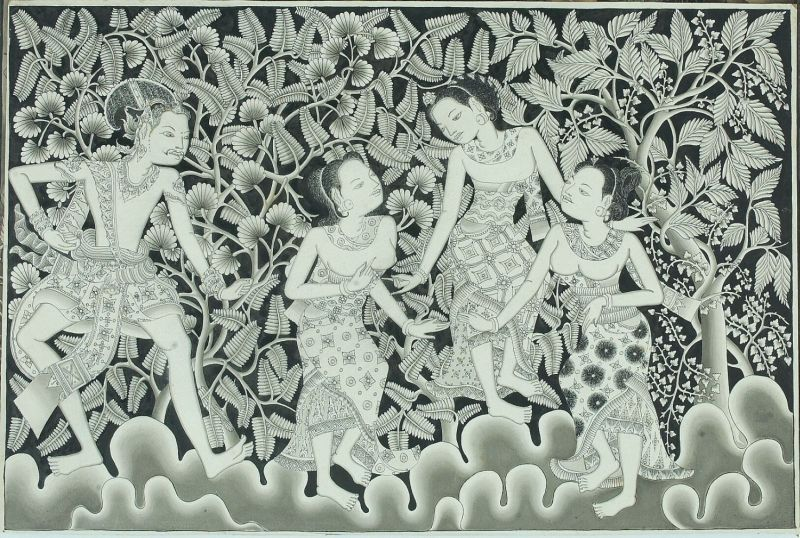
لوحة بالي للأمير بانجي يلتقي بثلاث نساء في الغابة.